# テクノクオーツ
テクノクオーツ株式会社（英: Techno Quartz Inc.）は、東京都新宿区に本社を置く、半導体製造装置用部品メーカー。
分光光度計用の石英硝子、パイレックス硝子等のセルの製造販売を目的にジーエルサイエンスの子会社として設立された。
旧社名は株式会社ガスクロ・ヤマガタ。

## 主な製品
- 縦型石英ボート - 半導体製造装置向けの縦型石英ボート。
- 石英台座
- ガス分散板 - 精密穴加工を行った石英板。
- Siガスシャワープレート - 精密穴明けを行ったシリコンプレート。

## 事業分野
- 半導体製造装置用製品
  - 反応管
  - キャリアボート
  - ベルジャー
  - 石英リング
  - シリコン電極

- 理化学機器用製品
  - 石英ガラスセル
  - G・Lクロマトグラフィー用製品
  - テドラーバッグ

## 沿革
- 1976年 - ガスクロ工業株式会社（現ジーエルサイエンス株式会社）の子会社として理化学機器用製品の製造及び販売を目的として、山形県山形市に株式会社ガスクロ・ヤマガタを設立。
- 1982年 - 山形県山形市に本社・工場を新築・移転。
- 1985年 - 本社工場第2期工事完成、石英ガラスの火加工設備を拡充。
- 1990年 - 本社工場第3期工事完成、石英ガラスの機械加工設備を拡充。
- 1991年 - 商号をテクノクオーツ株式会社に変更。
- 1995年 - 本社工場第4期工事完成、半導体用シリコン製品関連設備を拡充。
- 1996年 - 本社工場第5期工事完成、石英ガラスの機械加工設備を拡充。
- 1998年 - 山形県山形市蔵王に蔵王工場を新設。本社および工場の一部を移転。
- 2002年 - 中国浙江省杭州市に現地法人子会社「杭州泰谷諾石英有限公司」を設立
- 2002年 - 本社を山形県山形市より東京都新宿区へ移転。
- 2004年 - 株式会社ジャスダック証券取引所に株式を上場。
- 2010年 - 大阪証券取引所ヘラクレス市場、同取引所JASDAQ市場及び同取引所NEO市場の各市場の 統合に伴い、大阪証券取引所JASDAQ（スタンダード）に株式を上場。
- 2012年 - 米国カリフォルニア州に現地法人子会社「GL TECHNO America, Inc.」を新設。
- 2013年 - 東京証券取引所と大阪証券取引所の統合に伴い、東京証券取引所JASDAQに株式を上場。
- 2024年 - 9月27日に東京証券取引所スタンダード市場上場廃止。10月1日にジーエルサイエンスと共に共同株式移転で設立されたジーエルテクノホールディングスの完全子会社となる[1]。

## 事業拠点
- 本社（東京都新宿区）

### 営業所
- 東京営業所（東京都新宿区）
- 東北営業所（山形県山形市）
- 北陸営業所（富山県富山市）
- 関西営業所（京都府京田辺市）
- 九州営業所（熊本県熊本市）

### 工場
- 蔵王工場（山形県山形市）
- 蔵王南工場（山形県山形市）
- 山形工場（山形県山形市）

## 関連会社
- 杭州泰谷諾石英有限公司（中国）
- GL TECHNO America, Inc.（アメリカ）